# Едвард Інгленд
Едвард Інгленд (англ. Edward England; ~1685, Ірландія — 1720, Мадагаскар), справжнє ім'я Едвард Сігер (англ. Edward Seegar) — відомий пірат, який вирізнявся милосердям і не любив зайвий раз проливати кров.  Він полював за здобиччю на Карибах, в Атлантичному та Індійському океанах. Його піратська кар'єра тривала близько трьох років.

«Веселий Роджер» Едварда Інгленда

## Біографія
Інгленд народився під ім’ям Едвард Сігер в Ірландії близько 1685 року. Піратом став, коли шлюп, на якому він був першим помічником, виконував рейс до Ямайки і зазнав нападу піратів на чолі з Крістофером Вінтером. Корабель було захоплено і Сигеру довелося рухатися у тому ж напрямку, проте вже під командуванням Вінтера. За час подорожі Едвард змирився зі становищем і вирішив, що шляху назад немає. Біля острова Нью-Провіденс (Багами) він добровільно вирішив долучитись до піратів і змінити ім'я на Едвард Інгленд.
Він брав участь в експедиції Генрі Дженнінгса по пошукам скарбів іспанського срібного флоту, затонулого біля узбережжя Флориди в 1715 році, а в березні 1718 року він вже перебував на посаді квартермейстра в складі команди пірата Чарльза Вейна. 
Влітку 1718 року на Нью-Провіденс прибув Вудс Роджерс — новий губернатор Багамських островів, колишній капер, якому було доручено знищити піратську республіку в Нассау. Розуміючи, що вони приречені, більшість команди вирішила здатись і прийняти королівське помилування, запропоноване Роджерсом усім піратам, що вирішать відмовитись від свого ремесла. Проте Інгленд вирішив не здаватися і частина екіпажу підтримала його. Тим, хто бажав здатися, дозволили зійти на берег. Решта, розуміючи, що Карибське море для них уже закрите, вирушила під проводом Інгленда до Африки.
Піратам щастило як біля узбережжя Африки, так і біля островів Зеленого Мису. Незабаром вони захопили бристольський шлюп работорговців «Cadogan». Його капітаном був такий собі Скіннер — людина, яка мала погану репутацію: ходили чутки, що на його руках кров невинних, до того ж виявилося, що він має численні борги перед деякими членами команди Інгленда. Та й вів себе у полоні Скіннер по-дурному, вдаючи божевільного, тож пірати вбили його.
На борту «Cadogan» Едвард зустрів Гауелла Девіса. Поговорив із ним, побачив великий потенціал і зробив пропозицію навернутись до піратства і стати капітаном «Cadogan», давши свободу дій.
Згодом Едвард захопив бриг або фрегат «Pearl», який він перейменував на «Royal James» і зробив своїм флагманом. Весною 1719 «Royal James» курсувала уздовж берега від Гамбії до Гани і змогла захопити тут кілька десятків суден. Майже всі захоплені кораблі були спалені, за винятком одного, який було перейменовано у «Victory». Капітаном «Victory» Едвард призначив Джона Тейлора — людину з буйним і норовистим характером. Через це майже одразу розпочались проблеми: ескадра Інгленда зупинилася біля одного острівця для перепочинку, який населяли аборигени. Пірати разом із Тейлором розійшлись на повну. Вони сильно напилися, почали співати непристойних пісень, ґвалтувати місцевих жінок та вбивати жителів. Едвард спробував припинити це свавілля, та Тейлор облаяв його. Дивом усе якось заспокоїлося і закінчилося добре, проте основні суперечки ще були попереду.
Перепочинок закінчився і ескадра вийшла в море, прямуючи на Мадагаскар.Там було поповнено запаси і пірати попрямували до малабарського узбережжя в Індії. Пограбували кілька торгівельних кораблів і для поділу награбованого повернулися на Мадагаскар.  Десь в цей час Інгленд захопив великий і швидкий 34-гарматний голландський корабель, який він перейменував на «Fancy» на честь відомого корабля знаментитого пірата Генрі Еврі і зробив його своїм флагманом.
27 серпня піратська ескадра натрапила в бухті острова Анжуан на Коморських островах відразу на три великих судна Британської Ост-Індійської компанії: два британські і одне голландське. Два із них, побачивши піратів, одразу втекли з бухти, а одне — «Cassandra», яким командував Джеймс Мекре — не встигло і вирішило дати бій. Перестрілка тривала кілька годин. За цей час і «Cassandra» і «Fancy» встигли навіть сісти на мілину. Врешті Джеймс вирішив тікати: він разом із живими членами екіпажу покинув судно і втік на берег, надійно сховавшись там. На борту «Cassandra» пірати знайшли дуже цінний вантаж. Після цього Інгленд вирішив підрахувати втрати. Виявилося, що пірати вбили всього 37 членів команди «Cassandra», а самі втратили 90. Розбійників охопила лють.
 А Мекре, просидівши у сховищі близько десяти днів, вирішив здатися, маючи надію домовитися з піратами. Він не знав яких втрат вони зазнали під час бою. Джеймс зійшов на борт «Victory», де в цей час випадково знаходився і Інгленд і Тейлор. Пірати вимагали негайної розправи, на цьому наполягав і Тейлор, проте Едвард був проти. Між ними виникла кілька годинна суперечка, під час якої Джон залив у себе чимало рому і все ж поступився Інгленду. Напевне, Едвард вважав капітана Мекре гідним та достойним супротивником, тому відпустив його із залишками команди, віддавши їм вже добре пошкоджену обстрілами «Fancy». Запасів на ній було на десять днів, проте якимось дивом Мекре зі своїми людьми зміг проплисти сім тижнів і дістатися Бомбея. За цю пригоду Ост-Індійська компанія нагородила Мекре. Згодом він став відомим губернатором-корупціонером і помер у багатстві та розкоші.
Через деякий час, після того як Едвард відпустив Мекре, протверезів Тейлор. Він почав намовляти піратів, запевняючи, що Інгленд виявив невиправдану слабкість і цим втратив свій престиж. Пірати збунтувались. Едварда Інгленда разом із трьома найближчими йому піратами висадили на острові Маврикій, залишивши їм маленьку шлюпку та трохи їжі. Учотирьох вони сіли у човен і почали веслувати аж поки не досягли затоки Сен-Огюстен на Мадагаскарі. Здоров'я Інгленда за цей час сильно підірвалося, він усамітнився і непомітно помер як волоцюга у кінці 1720 року (за іншими даними на початку 1721).